# Schwieberdingen
Schwieberdingen est une commune allemande d'environ 10 800 habitants de l'arrondissement de Ludwigsbourg à environ 5 km de la ville de Ludwigsbourg et 10 km de la capitale du Bade-Wurtemberg, Stuttgart.
Fondée au IIIe siècle, Schwieberdingen est mentionnée pour la première fois sur un document de 1304. Pendant longtemps ce fut un  village agricole situé sur le tracé d'une route militaire et commerciale conduisant de la Flandre à la mer Noire. Sur l'ancien tracé passe aujourd'hui la Bundesstraße 10.
Après la Seconde Guerre mondiale, la ville a changé fondamentalement ; avec l'établissement de grandes entreprises, telle Bosch ou Knorr-Bremse, une municipalité industrielle moderne s'est développée.

## Géographie

### Situation géographique
Schwieberdingen se trouve dans le centre de Bade-Wurtemberg, à environ 10 km de sa capitale Stuttgart, elle fait partie du district Ludwigsbourg et se trouve à environ 5 km au sud-ouest de la ville de Ludwigsbourg. La ville est traversée par la petite rivière Glems, qui est non navigable.
Du point de vue géologique la base rocheuse est calcaire du Trias avec du lœss.
Le paysage autour de Schwieberdingen montre une grande diversité de sols, des collines, des vallées et des prés qui sont périodiquement inondés, dans la vallée de la Glems.
La surface de la commune se compose pour 35 % de zones construites, pour environ 62 % de surfaces agricoles, le reste étant de la forêt et des nappes d'eau.
Le point le plus élevé se trouve sur le lieu dit "Katharinenlinde", à 351 m, le plus bas à la limite de la commune dans la vallée inférieure de la Glems à 238 m.

### Municipalités voisines
Les villes et municipalités suivantes sont limitrophes de Schwieberdingen. En commençant au nord, dans le sens des aiguilles d'une montre : Markgröningen, Möglingen, Korntal-Münchingen, Hemmingen et Eberdingen.

### Climat
Schwieberdingen a un climat doux grâce à sa situation dans le bassin sud-ouest du Neckar, car protégée par la Forêt-Noire à l'ouest, au sud par la moyenne montagne de Souabe la « Schwäbische Alb », le Schurwald à l'est et le Heuchelberggebiet au nord-ouest. Ceci fait de la région de Stuttgart un des secteurs les plus chauds de l'Allemagne : le mois le plus chaud est juillet avec une température mensuelle moyenne de 18,8 degrés Celsius, tandis que janvier est le mois le plus froid avec en moyenne 1,3 degré Celsius. À côté des températures douces, la longue durée d'ensoleillement, les faibles précipitations et des faibles vitesses du vent sont caractéristiques avec de grandes périodes de calmes, sans vent. Les précipitations annuelles moyennes dans Schwieberdingen s'élèvent à 679 mm, comme partout en Allemagne du Sud les précipitations les plus élevées sont en été, juin et août.  Le peu de précipitations dans la région a eu pour conséquence qu'un approvisionnement en eau depuis une autre région a été nécessaire dès 1954, depuis le lac de Constance.

## Histoire

### Préhistoire
On trouve les premières traces d'un peuplement à Schwieberdingen au Néolithique. Le sol extrêmement fertile et le gué sur la Glems  ont amené un peuplement dès 5000 av. J.-C. On a retrouvé deux villages, le plus ancien date de 4200 à 4000 av. J.-C. On y a trouvé un tombeau avec le squelette d'une jeune femme, surnommé Mathilde, qui a vécu vers 4000 av. J.-C. Le deuxième village date de la culture de Michelsberg, environ 700 à 800 ans plus récent que le premier.
Vers l'an 85 les Romains ont conquis le pays des Celtes et ont laissé des traces, entre autres la construction d'une route et le gué de la Glems. Cette voie romaine a représenté longtemps la route la plus importante du pays et l'axe principal entre le Rhin et le Danube. Elle a été utilisée par l'empereur romain Hadrien et ses légions  entre les années 117 et 138. Près d'elle, diverses découvertes archéologiques montrent des traces du peuplement romain au cours des premiers siècles de notre ère.

### Les époques alamanes et franques
Les Alamans ont conquis le territoire romain jusqu'au Rhin vers 260, et le nom Suidbert-ingen est dû au chef alamanique  Suidbert. Après la victoire des Francs sur les Alamans vers 500, le territoire de Schwieberdingen s'est trouvé à la frontière entre les Alamans dans le sud-est et les Francs dans le nord-ouest. Avec le christianisme elle redevient une limite entre l'évêché franc de Spire et l'évêché alamanique de Constance. La situation de Schwieberdingen, ainsi que l'importance du gué pour cette voie de communication entre la Flandre, la Mer Noire et l'Italie laissent à supposer que le village a été fondé pour protéger le gué.
Différentes fouilles archéologiques sur le territoire de Schwieberdingen montrent que plusieurs villages alémaniques ont existé. Ces villages abandonnés ont été étudiés en 2005.

### Première mention écrite
La première mention écrite date de 1304. Au Moyen Âge les comtes de Wurtemberg ont développé leur pouvoir dans la région. Ainsi, un document mentionne que le comte Bürgin a fait une vente au comte Eberhard l'Illustre de Wurttemberg, le 18 octobre 1321. À côté des comtes des Württemberg on trouve les messieurs de Nippenburg pour la première fois dans un document de  1160.

### Déclin:XVIesiècleetXVIIesiècle
Le XVIe siècle et XVIIe siècle marque un déclin pour la ville, éprouvée par des guerres et des maladies.  Pas moins de trois épidémies de peste se sont ainsi propagées rien qu'en août 1584, 88 personnes en sont mortes. Zone de passage  des commerçants en temps de paix, elle devient une zone de passage pour les armées en temps de guerre, ce qui entraîne la  misère.
Durant la guerre de Trente Ans, Schwieberdingen a été frappée par les pillages. Ainsi, aucune inscription dans le registre d'église n'a été trouvée durant neuf ans et d'après une inscription dans la sacristie, l'endroit a été laissé à l'abandon. Entre 1688 et 1707 les troupes françaises ont causé à leur tour dévastations et dommages économiques. En 1707, quand  de nouveau les Français réussissent à traverser le Rhin, sous le commandement du général Villars, les troupes françaises s'établissent le 4 juin 1707 dans Schwieberdingen. Après deux jours, le gouvernement de Wurtemberg rachète la zone contre une somme d'un million de florins.
Ensuite les combats continuent et la mort de l'agent autrichien Heinrich von Parzer témoigne des luttes entre troupes autrichiennes et françaises. L'arrière-garde autrichienne devait probablement assurer la route et les traversées de la Glems.
L'action combinée des guerres, des famines et du chômage ont appauvri le pays, aussi bien économiquement que démographiquement, et ont eu pour conséquence l'émigration  de beaucoup d'habitants vers la Pologne, la Hongrie et l'Amérique.

### De l'Empire à la Seconde Guerre mondiale
C'est le siècle du progrès technique : en 1878, construction de la canalisation d'eau puis du télégraphe et de la poste. À la fin du siècle, la rue principale a été pavée, et en 1906, équipée de lumière électrique à la place des lampes à pétrole utilisées auparavant. La même année, Schwieberdingen est reliée au chemin de fer.
La population civile a souffert de la Première Guerre mondiale de 1914-1918, de nombreux soldats ne sont pas rentrés à Schwieberdingen. Le paiement des réparations de guerre a provoqué l'inflation, et la crise économique mondiale de 1929 a conduit à un chômage croissant.
Malgré la prise de pouvoir du Parti National-Socialiste, en 1933 le maire Eugen Herrmann est resté en place. Des organisations du mouvement ouvrier, comme l'association de sport des travailleurs de Schwieberdingen, ont été interdites.
Au cours de la Seconde Guerre mondiale de 1939-1945 un nombre considérable de citoyens de Schwieberdingen ont perdu la vie. Malgré de nombreuses attaques aériennes vers la fin de la guerre, la ville elle-même n'a subi que de faibles dommages. Seul le pont sur la Glems, construit en 1928, a été dynamité au cours des derniers jours de la Deuxième Guerre mondiale par la Wehrmacht. Le 21 avril 1945 les Français occupent la ville et avancent en direction de Ludwigsbourg et Stuttgart.

### Histoire récente
Après la fin de la guerre, de nombreux réfugiés sont arrivés, des entreprises se sont implantées assurant l'essor économique. Implantée depuis 1963, l'entreprise Bosch domine le paysage économique de la ville. Le nombre d'habitants a augmenté rapidement, de sorte que les zones résidentielles s'approchent lentement des limites de la commune. En 2004, le seuil de 10 000 habitants a été dépassé. Aujourd'hui, la commune a environ 10 800 habitants.

## Religion
La Réforme a  été introduite, comme dans tout le Württemberg  à partir de 1534.
Après la Deuxième Guerre mondiale, des réfugiés des secteurs de l'est, souvent catholiques sont arrivés. En 1945, seulement 2 % des habitants avaient reçu le baptême catholique, actuellement ils sont environ 17 %. Ils acceptaient d'abord de célébrer la messe dans l'église protestante Saint George, avant que le 4 avril 1964 l'église catholique St. Pierre et Paul fut consacrée.
À côté des deux grandes églises il y a aussi une église néo-apostolique à Schwieberdingen.

## Quartiers
Le Hardthof se trouve dans le nord-ouest de Schwieberding. Sa fondation date des années 1760. Le Schönbühlhof limitrophe a été fondé en 1793 par un agriculteur originaire de Heimerdingen (qui aujourd'hui fait partie de Ditzingen. Une particularité de ces quartiers, est leur administration commune, car ces hameaux de seulement 300 habitants sont adjacents aux communes de Schwieberdingen et de Markgröningen, la limite passant parfois à l'intérieur même des maisons.
Jusqu'en 1991 tout habitant majeur de ces hameaux choisissait tous les huit ans un « avocat »  pour représenter les intérêts de leurs hameaux face à ces deux municipalités. Les avocats en fonction écrivaient dans le livre de protocole, existant depuis 1797, les décisions, les conventions et les problèmes. Dans l'ancienne loi sur l'organisation communale, les avocats ont en outre eu un statut de droit communal. Ils  devaient tenir des réunions et étaient représentés dans le conseil municipal.
Il n'y a officiellement plus d'avocats dans la loi sur l'organisation communale mais la fonction est encore été maintenue malgré l'absence de base juridique.

## Démographie
Jusqu'au début du XIXe siècle, Schwieberdingen n'était qu'un tout petit village. Du XIXe siècle jusqu'à la fin de la Seconde Guerre mondiale la population a augmenté lentement jusqu'à environ 1 500 habitants. Puis, avec l'installation de grandes entreprises, la population a augmenté très rapidement pour atteindre les 11 000 en 2006.

## Politique

### Conseil municipal
Le conseil municipal en tant qu'instance supérieure de la municipalité comporte 18 sièges. Les membres du conseil municipal sont choisis tous les cinq ans par les citoyens ayant droit de vote. Les dernières élections municipales le 13 juin 2004 ont montré dans ce cas : FWV (Freie Wähler - sans appartenance à un parti) 38,0 %, CDU 27,6 %, SPD 22,7 %, FDP 11,7 %. La répartition des sièges suivante ressort : FWV = 7 sièges, CDU = 5, SPD = 4, FDP = 2.
Le conseil municipal est dirigé par le maire désigné directement par les citoyens tous les huit ans.

### Maires depuis 1875
- en 1875 jusqu'en 1892 : Konrad Völlm (Écoutète)
- en 1893 jusqu'en 1915 : Karl Zoller (maire)
- en 1919 jusqu'en 1941 : Eugen Herrmann (maire)
- en 1941 jusqu'en 1945 : Essence Surber (maire provisoire)
- en 1945 jusqu'en 1948 : Friedrich Rothacker (maire provisoire)
- en 1948 jusqu'en 1981 : Hermann Butzer (maire)
- en 1981 jusqu'en 2014 : Gerd Spiegel (maire)
- depuis 2014 : Nico Lauxmann (maire)

### Blason et drapeau
Dans la description officielle de 1859, on peut lire : Le blason de la commune se compose de deux croissants de lunes se tournant le dos, entre lesquelles se trouve une étoile.
Cette interprétation a été répétée pendant presque un siècle, mais sur la base de documents historiques, on sait aujourd'hui qu'il ne s'agit pas de croissants de lunes, mais de crochets pour capturer des loups qui jadis faisaient partie des pièges d'un chasseur. Comme d'autres appareils de chasse ces crochets ont été utilisés au Moyen âge en héraldique.
Les couleurs du blason sont or (croissants de lunes et/ou crochets pour piéger le loup et étoile) sur une fond bleu.

### Jumelages
Le plus ancien jumelage est celui avec Vaux-le-Pénil, une ville française d'environ 10 800 habitants qui se trouve à environ 40 km au sud-est de Paris. Entre les deux villes, il y a d'autres similitudes que la dimension. Les deux se sont industrialisées après la dernière guerre et beaucoup de leurs habitants partent chaque jour travailler dans leur capitale respective. La première pierre pour ce jumelage a été posée dans les années 1980 par des contacts sportifs, scolaires et culturels. La première visite du conseil municipal de Schwieberdingen à Vaux-le-Pénil eut lieu en juin 1990. Parallèlement aux contacts officiels, des partenariats au niveau associatif et de nombreuses amitiés sont nés au cours des dernières années.
Après des premiers contacts entre associations en 1987, un partenariat entre Schwieberdingen et Belvidere dans l'Illinois aux États-Unis s'est développé.
La coordination des contacts avec la France et les États-Unis se fait par l'administration communale et par l'association de jumelage de Schwieberdingen.
Après la réunification, en 1991 les premiers contacts ont été noués avec Grossharthau en Saxe. Ce sont surtout les corps de pompiers des deux villes qui se sont rapprochés.

## Culture et curiosités

### Musées

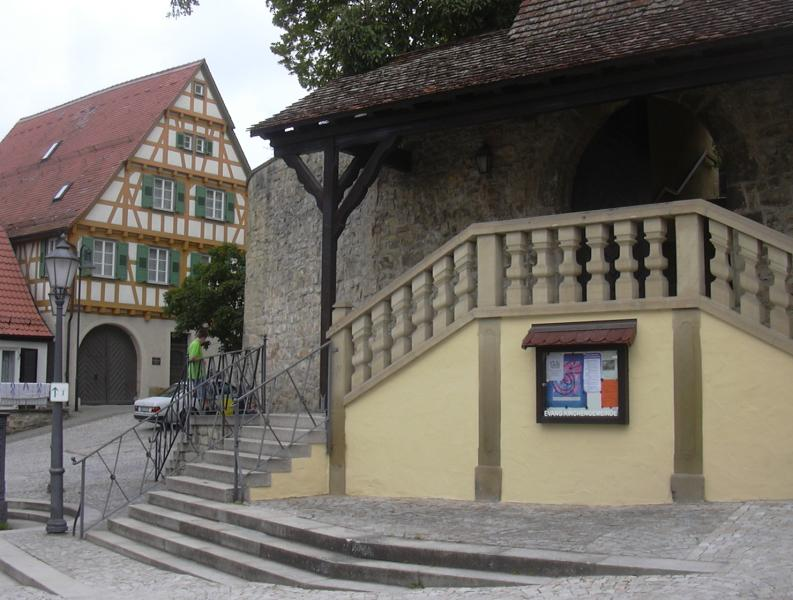
musée.

Depuis mars 1991, le musée communal est installé près de l'église Saint Georg dans l'ancien presbytère du XVIIIe siècle. Il expose des objets de la vie quotidienne entre 1870 et 1920.
L'exposition permanente comprend des meubles, des textiles et des travaux manuels divers ainsi que de multiples outils de cuisine, verres et porcelaines. En outre, d'autres objets sont présentés sur le thème jeux et apprentissage.
À l'étage une maquette montre la commune, alors petit village, au début du XIXe siècle. Trois artisanats importants sont représentés : ébéniste, couturier, cordonnier. Dans la cour est installée une forge.
Le passé de viticulture est rappelé à divers endroits dans la ville et notamment dans la brasserie Lamm.

### Musique
La plus ancienne association de Schwieberdingen, fondée en 1840 est la chorale Liederkranz renommée en 1848 en Sängerbund Schwieberdingen.
L'association de musique Musikverein Schwieberdingen, avec environ 110 musiciens actifs dans trois ensembles musicaux a été fondée en 1925. Dans les années 1970, l'association de musique a créé une école de musique qui a été transférée en 1989 à l'école de musique Schwieberdingen actuelle.
Le Strohgäu-Sinfonieorchester résidant dans Schwieberdingen existe depuis 1950. L'orchestre se compose d'une communauté fixe de musiciens amateurs et est conduite par un chef d'orchestre non professionnel. L'orchestre joue traditionnellement au printemps deux concerts de sérénades et trois concerts symphoniques en automne. En outre, ils donnent différents concerts en Allemagne et à l'étranger. Entre autres le Strohgäu-Sinfonieorchester a déjà joué à Caen (France), Pampelune (Espagne) et Coventry (Angleterre).
L'école de musique Schwieberdingen a été fondée en 1989 sous la responsabilité de la municipalité Schwieberdingen ainsi que des associations de musique. L'école de musique a une large offre pour les enfants à partir de 20 mois et est aussi ouverte à des adultes. Le slogan de l'école de musique Schwieberdingen est : « Music is (y)our first love » ! Les quatre objectifs peuvent être résumés en : « Loisir - divertissement - formation - éducation ».

### Monuments

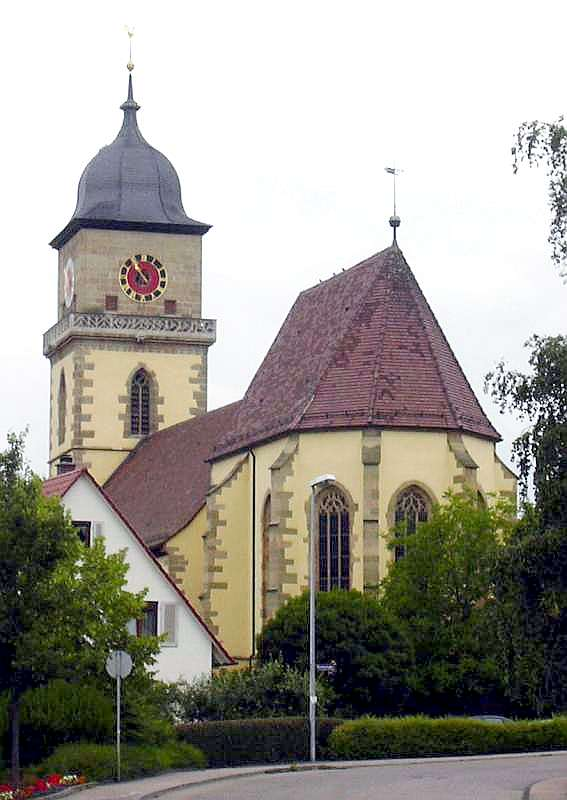
L'église St George.

- Les ruines du château fort Nippenburg, construit par les seigneurs de Nippenburg mentionné pour la première fois en 1160. Cette ruine est la seule existante de cette époque dans la région de Stuttgart.
- L'église Saint Georg, une église fortifiée, entourée d'un mur d'enceinte puissant a reçu sa forme actuelle dans les années 1495 à 1498, quand Ludwig von Nippenburg fit agrandir l'église par l'architecte Peter de Coblence dans le style gothique tardif. Le clocher de 43 m de haut a été construit autour de 1515 avec un toit pointu. La partie supérieure de la tour a été détruite en 1795 par un impact de foudre. Lors de la reconstruction, la tour a reçu son toit actuel.
- Le château de Schwieberdingen  est un manoir, qui était administré depuis 1773 par le Duc de Wurtemberg. Le roi Frédéric Ier de Wurtemberg y séjournait pendant qu'il était encore prince et occasionnellement aussi pendant son règne. Aujourd'hui, le château appartient à la municipalité.
- La Wasserburg dont le fossé a été comblé est devenu mairie après de nombreux travaux de transformations.
- À la limite de la ville, la route nationale B10 traverse la rivière Glems sur un viaduc monumental. Le Glemstalbrücke, construit en 1962, surplombe la vallée de 38 m et mesure 280 m de long.
- En 2004, le stade de football Felsenbergarena a été construit, où l'équipe TSV Schwieberdingen dispute ses matchs à domicile.

### Monuments naturels

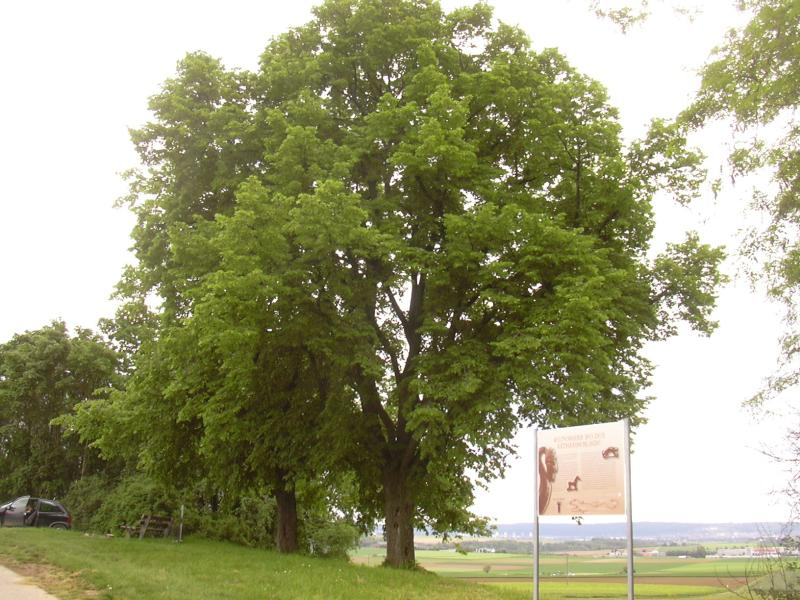
Le tilleul protégé Katharinenlinde.

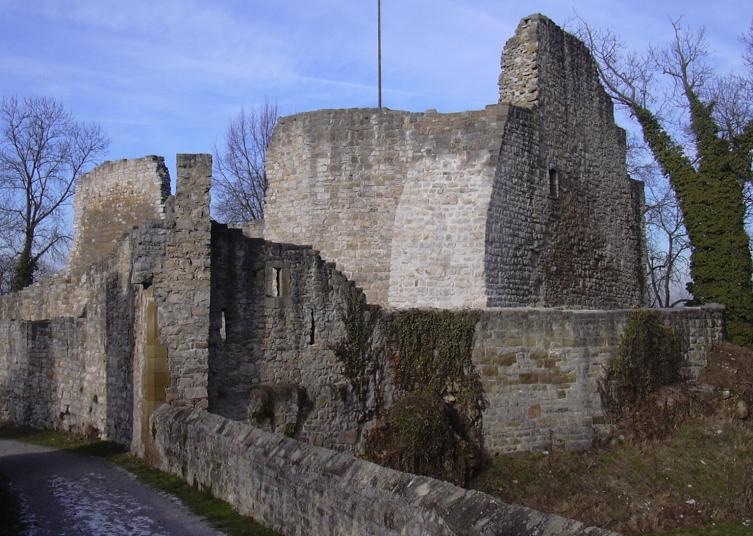
la ruine Nippenburg.

À côté des réserves naturelles dans la vallée de la Glems et de Münchingen ainsi que des environs des vestiges du château fort Nippenburg on trouve de nombreux monuments naturels sur le territoire de la commune : le tilleul Katharinenlinde, la zone humide Markt ou le groupe de peupliers au Vöhinger Kirchle par exemple.

### Sport
Il y a environ vingt associations sportives à Schwieberdingen. La plus grande et la plus ancienne est le TSV Schwieberdingen fondé en 1906. Les équipes les plus connues du TSV sont celles de fistball, jouant dans la ligue nationale, et celle de football qui joue dans la ligue régionale de Bade-Wurtemberg.Il y a d'autres associations sportives comme le club de tennis Schwieberdingen, le club de ski ou encore le Kawa-Club.
Avec la salle des fêtes et du sport, le gymnase à la piscine couverte et la salle Felsenberg-Halle, trois salles sont disponibles pour les sportifs de la ville. Les installations sportives autour de la  Felsenberg-Halle offrent différentes possibilités d'entraînement, ainsi qu'un terrain d'athlétisme à côté du stade de football. Un autre terrain d'athlétisme se trouve près de la Realschule. La piscine couverte offre un bassin sportif, ainsi qu'un bassin d'apprentissage.
Pour l'organisation des loisirs individuels, il y a différents parcours pédestres et de vélo. Le Glemsmühlenradweg un circuit de 40 km de long de Glemseck au confluent de la Glems et de l'Enz près de Unterriexingen passe à Schwieberdingen ainsi que le circuit Keltenradweg de 30 km de Hohenasperg à Ditzingen. Ce dernier passe près de vestiges de la culture celte.
En 1987, la quatrième étape du Tour de France passa par Schwieberdingen. Cette étape de seulement 71 km de long de Stuttgart à Pforzheim le 5 juillet 1987 fut gagnée par le Belge Herman Frison.
Le terrain de golf « Schloss Nippenburg » se trouve à l'extérieur de la ville. Le parcours de 18 trous a été conçu par le célèbre golfeur allemand Bernhard Langer le parcours a été par trois fois, de 1995 à 1997, le lieu des German Open.

### Événements réguliers
- Carnaval : tous les ans, les « sorcières de Gagerbach » investissent l'hôtel de ville le jeudi avant mardi gras et se chargent symboliquement des affaires de gouvernement jusqu'au Mercredi des Cendres.
- Week-end de Pentecôte : Fête de Kawa
- Juillet : fête de la musique organisée par l'association de musique
- Octobre : chaque année à l'occasion de la célébration des récoltes dans l'église Saint Georg on arrange une mosaïque de semences, de fleurs et de fruits qui reste en place jusqu'au dimanche de Kirbe.
- Novembre : dimanche de Kirbe
- Décembre : concert annuel de l'association de musique
- 2e dimanche de l'Avent : Marché de Noël.

## Économie et infrastructure

### Transport

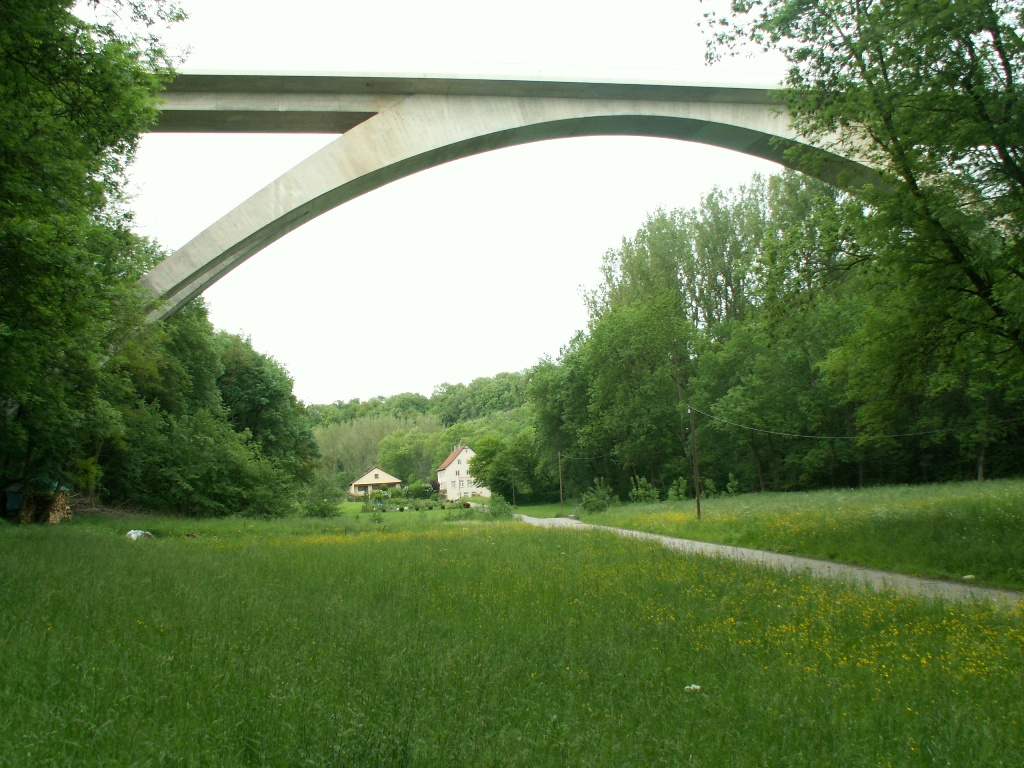

Depuis l'époque romaine la liaison principale entre le Rhin et le Danube, passait par Schwieberdingen sur le tracé de l'actuelle route nationale B10. Toutefois, depuis 1962 la route ne traverse plus le centre-ville mais le contourne par le nord. Elle sépare la zone résidentielle et la zone industrielle. L'accès à l'autoroute A 81 le plus proche est au sud-est à Stuttgart-Zuffenhausen à environ 3 km de Schwieberdingen.
Le Strohgäubahn, aussi appelé R61, est une ligne de chemin de fer privée, exploitée par Veolia, sur laquelle circulent des trains diesel, allant de Weissach à Stuttgart-Feuerbach en passant par Schwieberdingen. Le tracé de la ligne express Stuttgart-Mannheim passe au nord-est de Schwieberdingen, sans s'y arrêter. En outre, Schwieberdingen est desservie par des autobus locaux et régionaux qui font partie du groupe tarifaire des transports de Stuttgart.
L'aéroport de Stuttgart se trouve à 25 km à Leinfelden-Echterdingen.

### Industrie et économie
L'industrie et l'économie sont marquées par la situation géographique de la ville, sa route commerciale à forte circulation et son agriculture.
La brasserie Agneau, fondée en 1812, est la première entreprise industrielle de la ville. Dans les années 1970, le nombre d'employés était d'environ 60, pour 16 000 mises en bouteilles par heure. Après le rachat de l'entreprise par la Stuttgarter Hofbräu elle cessa son activité.
Depuis les années 1960, l'industrie s'est développée, en particulier les sous-traitants de l'industrie automobile et le transport routier, qui emploient aujourd'hui 7 740 personnes. Le taux de chômage s'élevait en 2005 à environ 5 %.
Avec environ 5 500 employés, la Robert Bosch GmbH est le plus grand employeur, sa centrale de développement y est domiciliée depuis 1963. Les autres entreprises connues sont :
- knorr-Bremse, systèmes de freinage pour les véhicules utilitaires S.A.R.L. ;
- les transports routiers Grosse-Vehne, Stuttgart ;
- erwin Steinle, transport international.

### Formation
La première école a été construite en 1559. Avant la Première Guerre mondiale le bâtiment était devenu trop petit, de sorte qu'en 1914 un nouveau bâtiment scolaire a été construit, occupé aujourd'hui par l'école élémentaire. Il y a deux autres écoles élémentaires, ainsi que Hauptschule et Realschule. Les Gymnasiums  sont à Markgröningen et Korntal-Münchingen. Depuis 1989, il y a en outre une école de musique municipale.
Dans le secteur de la formation pour adultes, existe l'université populaire Schwieberdingen.

## Personnalités
- Frédéric Ier de Wurtemberg qui s'est arrêté fréquemment dans la ville.
- À la construction de l'église Saint-Georges ont participé les architectes Peter de Coblence (1440-1510) et d'Anton Pilgram (1460-1515) Aberlin Jörg (1410-1492) dont la pierre tombale se trouve du côté sud à l'intérieur de l'église.
- En 1783 Friedrich Schiller est resté quelque temps à hôtel aux lions, tout comme Carl Maria von Weber et le pasteur protestant Johann Friedrich Flattich (1713-1797).